# Keitai
Imperador Keitai (継体天皇, Keitai-tennō), também conhecido como Keitai-Okimi, foi o 26º Imperador do Japão, na lista tradicional de sucessão.

## A Vida
Antes da sua ascensão ao trono, seu nome era Wo Ofu Atonohiko Fudo no Mikoto. É provável que Keitai tenha governado o país durante o início do Século VI, mas há escassez de informações sobre isso. Não há datas concretas que podem ser atribuídas a vida deste imperador ou de seu reinado, mas é convencionalmente considerado que reinou de 507 a 531.
Existem diferenças significativas entre os registros do Kojiki e do Nihon Shoki:
- O Kojiki coloca ano de nascimento deste imperador em 485, e sua  morte em 9 de abril de 527, sendo chamado de Odo no Mikoto (袁本杼命).
- O Nihon Shoki coloca o seu nascimento no ano 449 e afirma ter morrido em 7 de fevereiro, 531 ou 534. Neste registro histórico é chamado de Odo no Kimi (男大迹王) e também de Hikofuto no Mikoto (彦太尊).[3]

Em outros registros históricos, diz ter sido originalmente Rei de Koshi , um Estado tribal, localizado ao norte da região central do Japão, nas costas do Mar do Japão. Algumas obras de referência modernas chamam Keitai de Rei Ohoto de Koshi.
Keitai não era filho do monarca anterior Buretsu. De acordo com o Kojiki (712) e o Nihon Shoki (720), Buretsu morreu sem deixar um sucessor. Momento em que um neto quinta geração do Imperador Ojin, Keitai, veio e subiu ao trono.
Segundo o Gukanshō do Monje Jien, seu pai era o Príncipe Hiko Aruji no Kimi e sua mãe era Furi Hime. Quando Buretsu morreu, Ōtomo no Kanamura seu Ōmuraji (Grande Chefe Espiritual do Império) e líder do Clã Ōtomo recomendou Keitai então com 58 anos como herdeiro do Trono Yamato.
Informações genealógicas podem ser complementadas com o Shaku Nihongi que cita o texto  Jōgūki (Século VII) atualmente perdido. Diz que ele era filho de Ushi no Kimi, neto de Ohi no Kimi, bisneto de Ohohoto no Kimi (irmão da consorte do Imperador Ingyō), um tatara-neto de Wakanuke Futamata no Kimi, e um tatara-tatara-neto do Imperador Ojin.
De acordo com o Nihon Shoki, Ohohoto no Kimi, o bisavô do Imperador Keitai, se casou com uma mulher do Clã Okinaga. A mãe de Keitai, Furi Hime, era de uma família influente em Koshi (província de Echizen), por causa disso sua mãe o levou para lá após a morte de seu pai. 
O estudioso coreano Kim Yong Woon afirma que o Japão teve uma afluência da cultura da antiga Coreia, afirmando que o Imperador Keitai seria o irmão mais do rei coreano Muryeong de Baekje, e que eles deveriam ser filhos de Konchi de Baekje (곤지, 昆 支). Se assim for, então esta figura lendária também seria o descendente de Munju de Baekje.
Independentemente das especulações sobre genealogia de Keitai, foi estabelecido que houve um longo período de disputas sobre a sucessão que se desenvolveu após a morte de Keitai. Um confronto surgiu entre os simpatizantes de dois ramos da Casa Real, opondo os partidários dos futuros Imperadores Ankan e  Senka contra os apoiadores do Imperador Kimmei.
Outra versão atesta que após a morte do Imperador Keitai, ocorreu uma disputa entre seus filhos, de um lado Ankan, e Senka e do outro Kimmei que dividiram o império entre si e exerceram o poder imperial simultaneamente. Assim aconteceu que, por exemplo, primeiro Ankan (531-536) e mais tarde Senka (536-539) foram os rivais de Kimmei que diferentemente da descrição do Nihonshoki, chegou ao poder mais cedo em 532 e não em 540. Somente após a morte de Senka em 539 houve o retorno a unidade do império japonês. Visto por esse ângulo o sétimo ano de Kimmei, o ano da introdução oficial do budismo no Japão, também poderia ser o terceiro ano de Senka: o ano de 538.

## O Reinado
Keitai se tornou imperador em Kusuba, na parte norte da província de Kawachi (atual Shijonawate, Osaka). Se casou com uma irmã mais nova do Imperador Buretsu, a Princesa Tashiraga.
Aparentemente sua sucessão não foi bem recebida por todos, já que levou cerca de 20 anos para dominar a Província de Yamato o centro político do Japão na época.
Nos anos posteriores ocorreu a Rebelião de Iwai (527,528) na Província de Tsukushi, em Kyushu.
Keitai nomeou Mononobe no Arakabi como Shogun e o mandou a Kyushu para acabar com a rebelião.
Três de seus filhos se tornaram Imperadores: Ankan, Senka e Kimmei.
O lugar do túmulo imperial (misasagi) do Imperador Keitai é desconhecido, mas é tradicionalmente venerado num memorial no santuário xintoísta em Osaka, que é oficialmente chamado de  Mishima no Aikinu no misasagi.